# Jack S. Kotschack
Jack S. Kotschack, ursprungligen Salomon Kotschack, född 20 januari 1915 i Helsingfors, Finland, död 9 december 1988 i Cannes, Frankrike, var en finlandssvensk affärsman, filmdirektör och filmproducent. Han blev rikskänd då han grundade  Radio Nord.

## Biografi
Kotschacks farfar Selman Kotschack hade invandrat till Finland från Zambrów i nuvarande Polen; han blev inkallad i den tsarryska armén och skickad till Finland 1872. Kotschack växte upp i stadsdelen Tölö i Helsingfors och spelade bland annat bandy i Kronohagens IF. I Helsingfors var hans smeknamn "Nanne". Han studerade vid Svenska handelshögskolan 1934–1935. Kotschack fick smeknamnet Jack under en studieperiod på Herne Bay College i England vilket sedan blev hans tilltalsnamn. Under college-tiden tävlade han framgångsrikt i boxning, löpning och landhockey. Jack Kotschack var en framgångsrik tennisspelare som tillhörde de bästa i Finland under slutet av 1930-talet. Han drabbades av antisemitism då han tillsammans med andra judiska klubbkamrater uteslöts ur Westends Tennis Stadion Klubb 1939. I Sverige var han under många ordförande i Tennisstadionklubben. Kotschack deltog i Vinterkriget där han blev träffad av granatsplitter i armen och skjuten i benet. Han deltog även i Fortsättningskriget och blev genom att han kunde tyska sambandsofficer mellan finnarna och tyskarna. Under krigen förlorade han flera av sina närmaste vänner, bland dem Gunnar Höckert. Han uppgav för sina söner att han blev tvungen att lämna Finland sedan han slagit ner en tysk officer, sedan hans son Jan gått igenom tillgängliga arkiv visar det sig dock att den versionen inte stämmer: hans far deserterade från kriget i Karelen i juni 1944.

### Flytt till Sverige
Kotschack  kom till Sverige 1944 och etablerade sig i sällskapslivet i Stockholm. Han arbetade som import- och exportchef på Eskilstuna smide 1945–1947. Kotschack arbetade sedan med agenturen för den amerikanska kulspetspenntillverkaren Reynolds genom sin vänskap med ägaren Milton Reynolds. Kotschack bodde även under en period i USA och var flitig USA-resenär. Han gifte sig med Ingeborg Håkansson som han hade sönerna Jan, Per och Erik med. Han blev reklamchef på AB Svea Film som ägdes av hans svärfar Per Håkansson. Han kom producerade också en del filmer, bland annat Ingen morgondag och 91:an Karlsson muckar (tror han). Kotschack var även rådgivare för filmen Okänd soldat. 

### Radio Nord
Kotschack lanserade tillsammans med ett par rika finansiärer i Texas 1959 den så kallad piratradio-stationen Radio Nord. Radiostationen sände från mars 1961 musik, nyheter och reklam dygnet runt från fartyget Bon Jour på internationellt vatten utanför Stockholms skärgård. Den 30 juni 1962 tystnade Radio Nord sedan riksdagen stiftat en lag som förbjöd medverkan i bolag som sände från internationellt vatten. Kotschack skrev om Radio Nord i boken Radio Nord kommer tillbaka som kom ut 1963.
Kotschacks entreprenörskap fortsatte med nya projekt. Filmen The Day the Clown Cried spelades in i Sverige då producenten Nat Wachsberger kände Kotschack som förmedlade filmkontakterna i Sverige.
Kotschack levde sina sista år i Cannes. Hans aska spreds i en minneslund i Stockholm.

## Producent
- 1957 – Ingen morgondag
- 1959 – 91:an Karlsson muckar (tror han)

### Fotnoter
1. ↑  En främling som störde, Museibladet nr 2/2009, Judiska museets vänner
2. 1 2  ”Personer kring Radio nord”. Radiohistoria. Arkiverad från originalet den 7 mars 2016. https://web.archive.org/web/20160307095729/http://www.radiohistoria.jvnf.org/radionordperson2.htm. Läst 12 mars 2016.
3. 1 2 3  Kotschack 2009
4. ↑  ”Judar fick inte vara med i finlandssvenska klubbar”. Huvfudstadsbladet. 5 oktober 2013. Arkiverad från originalet den 13 mars 2016. https://web.archive.org/web/20160313044739/http://gamla.hbl.fi/nyheter/2013-10-05/508931/judar-fick-inte-vara-med-i-finlandssvenska-klubbar. Läst 12 mars 2016.
5. ↑  Muir, Simo & Worthen, Hana: "Finland's Holocaust: Silences of History" (s. 136-145, Discrimination against Jewish Athletes in Finland: An Unwritten Chapter). ISBN 978-11-37302-64-9, 2013
6. ↑  Kotschack 2009, s. 29f
7. ↑  Kotschack, Jan (2021). Salomons hemligheter. sid. 113 ff. ISBN 978-91-519-8378-3
8. ↑  Kotschack, Jack S. i Vem är Vem?: Stor-Stockholm (andra upplagan, 1962)
9. ↑  ”Radio Nord och kampen mot mediepiraterna”. Dagens Nyheter. 24 januari 2010. Arkiverad från originalet den 7 februari 2016. https://web.archive.org/web/20160207204653/http://www.dn.se/kultur-noje/essa/radio-nord-och-kampen-mot-mediepiraterna/. Läst 11 mars 2016.
10. ↑  Magasinet Filter, nr 48, 2016